# Рауш, Фридель
Фри́дель Ра́уш (нем. Friedel Rausch; 27 февраля 1940, Дуйсбург — 18 ноября 2017) — немецкий футболист и футбольный тренер.

## Карьера

### Игровая
В возрасте 22 лет Рауш перешёл из «Майдерихера» (сейчас «Дуйсбург») в «Шальке 04», где оставался до 1971 года и играл на позиции защитника.
Рауш известен тем, что во время футбольного матча полицейская собака укусила его в ягодицу. Случилось это 6 сентября 1969 года в Рурском дерби во время того, как полиция усмиряла выбежавших на поле болельщиков. Клубный врач сделал Раушу прививку от столбняка, а сам футболист в итоге доиграл матч до конца. Позже руководство дортмундской «Боруссии» принесло Раушу извинения и выплатило компенсацию в размере 500 марок.

### Тренерская
После окончания карьеры игрока он стал тренером, начав со своим бывшим клубом, «Шальке». Сначала Рауш был тренером молодёжной команды, затем помощником главного тренера Макса Меркеля в главной команде. В марте 1976 года он был назначен главным тренером «Шальке» и привёл команду к серебряным медалям Бундеслиги в сезоне 1976/77. В декабре 1977 года Рауш покинул «Шальке».
В январе 1979 года начался первый из двух периодов работы с франкфуртским «Айнтрахтом», с которым он выиграл Кубок УЕФА в 1980 году.
После этого успеха последовали неудачные годы работы в «Фенербахче», МВВ и «Ираклисе».
В 1985 году Рауш стал главным тренером «Люцерна». Вместе с этим клубом он стал чемпионом Швейцарии в 1989 году и обладателем Кубка Швейцарии в 1992 году.
После года работы в «Базеле» Рауш вернулся в «Кайзерслаутерн» в 1994 году. Вместе с «красными дьяволами» он стал вице-чемпионом Германии в сезоне 1993/94 и занял четвёртое место в сезоне 1994/95. За девять туров до окончания сезона сезоне 1995/96 и вылета «Кайзерслаутерна» во вторую Бундеслигу Рауша уволили.
После этого он работал в ЛАСКе, мёнхенгладбахской «Боруссии» и
«Нюрнберге». В апреле 2001 года он снова стал главным тренером франкфуртского «Айнтрахта», однако не сумел спасти клуб от вылета во вторую Бундеслигу.
С марта 2004 года по 2006 год Рауш работал спортивным директором в «Люцерне».

## Личная жизнь
Фридель Рауш был женат на Марлизе, имел двоих сыновей и четверо внуков, жил в Хорве. Он дважды переносил сердечный приступ и эмболию лёгочной артерии. В конце марта 2006 года у Рауша был диагностирован рак кожи.

## Смерть
Фридель Рауш умер 18 ноября 2017 года от сердечной недостаточности.

## Достижения

### Как игрок
- Финалист Кубка Германии: 1968/69

### Как тренер
- Вице-чемпион Германии: 1976/77, 1993/94
- Обладатель Кубка УЕФА: 1979/80
- Чемпион Швейцарии: 1988/89
- Обладатель Кубка Швейцарии: 1991/92